# E009
E009 eller Europaväg 009 är en europaväg som går i Tadzjikistan. Denna väg har inget samband med europavägen E9 (i Frankrike och Spanien) trots sina likheter i vägnumret. Längd omkring 700 km.

## Sträckning
Jirgatal - Chorug - Ishkashim - Lyanga - (fram till gränsen mot Afghanistan)
Khorog, Ishkashim och Lyanga ligger vid gränsen till Afghanistan. Vägen Jirgatal-Chorug kallas nationellt M41, ett nummer som kommer från Sovjetunionens tid.
Vägen är bergig och smal grusväg, och inga garantier lämnas för framkomlighet, särskilt inte på vintern.

## Anslutningar till andra europavägar
- E60 i Jirgatal
- E008 mellan Kalaikhumb-Chorug

## Historia
Europavägnumret infördes cirka år 2000 på samma sträcka som nu, Jirgatal-Ishkashim-Kina.